# Chashitsu

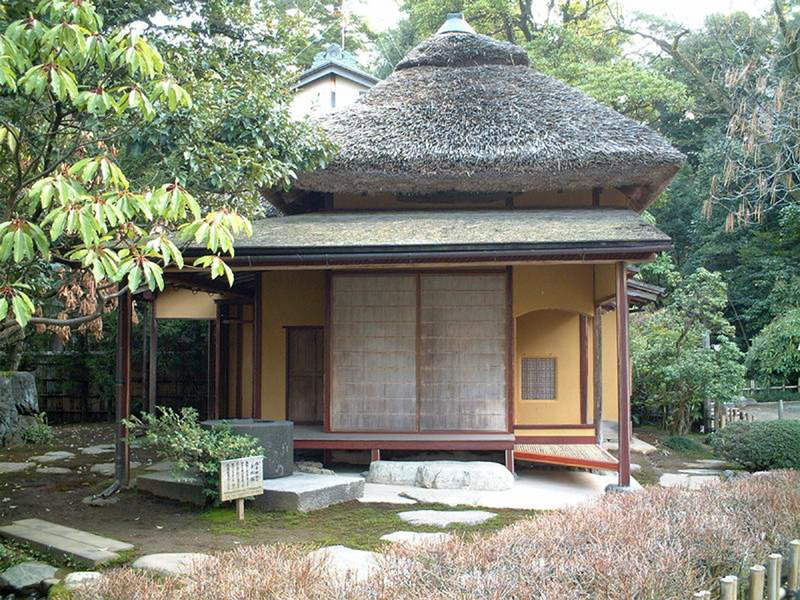
Une « case à thé » connue sous le nom de Yugao-tei, Kanazawa (Japon).

Dans la tradition japonaise, les pièces où se déroulent la cérémonie du thé sont nommées  chashitsu (茶室, littéralement « salle de thé »). On peut aussi traduire chashitsu par « case de thé » ou « lieu destiné à la cérémonie du thé ». Il en existe deux types :
- une structure posée sur pilotis, ou à part des autres bâtiments, qui contient plusieurs pièces (connue en français comme un « salon de thé ») ;
- des pièces situées dans d'autres bâtiments ou au sein de bâtiments qui sont destinés à la cérémonie du thé.

## Les lieux de consommation du thé

Une chashitsu traditionnelle. Le tokonoma est une alcôve surélevée. L’hôte se place entre la mizuya et le foyer (hearth en anglais) situé au centre, tandis que les invités sont installés en face de lui ou sur le côté. Chacun d’eux dispose d’une entrée distincte.

Les demeures japonaises se sont transformées au tournant du XVIe siècle pour entretenir un lieu de réunion consacré à la cérémonie du thé, chanoyu. Le chanoyu exigeait de petits intérieurs sobrement aménagés, où les invités se débarrassaient de leurs épées avant d'entrer. On y assistait de préférence chez ceux qui avaient les moyens de posséder le nécessaire, céramiques, laques indispensables pour préparer et servir le thé vert, matcha, dans les règles qui s'étaient formées à cette époque à l'initiative de célèbres moines zen, maîtres de thé. La petite maison de thé aura eu le plus souvent deux pièces : une pièce de thé et une mizuya, où les hôtes préparent le matériel. Elle a une superficie totale de deux ou trois tatamis. On utilise une céramique en grès, cuite à très haute température et dont les projections de cendres, lors de la cuisson, produisent des "couvertes" naturelles incontrôlées. Son caractère fruste est recherché, voire son imperfection lorsque la cuisson déforme le vase. Il est parfois imité des grès populaires en Corée, mais aussi produit par un traitement violent effectué par des non-professionnels et qui produisent des raku, cuits à basse température. La culture de l'École de la Méditation (Zen-shū) s'y manifeste fortement.
À l'époque d'Edo, au début du XVIIIe siècle, le chanoyu où l'on préparait le thé vert, matcha, subit un certain déclin au bénéfice de réunions plus informelles au cours desquelles on consommait du thé sencha (thé épicé). La céramique japonaise est mise au service de ce type de réunions. Le grès est alors beaucoup plus élégant, comme ces grès à couverte noire, et émaux sur une couverte blanche qui permettent de jolis motifs. Les maisons de thé, ochaya, du quartier réservé de Edo, à Yoshiwara, et dans les autres cités importantes, comme Osaka et Kyotō, ou situés à proximité de ces quartiers, deviennent des lieux de rendez-vous de l'élite intellectuelle, littéraire et artistique. On y respire une atmosphère de détente et de liberté. Mais il n'y est pas servi de thé, sauf de façon incidente (comme une boisson ordinaire).

## Premières pièces à thé et pavillons de thé au Japon

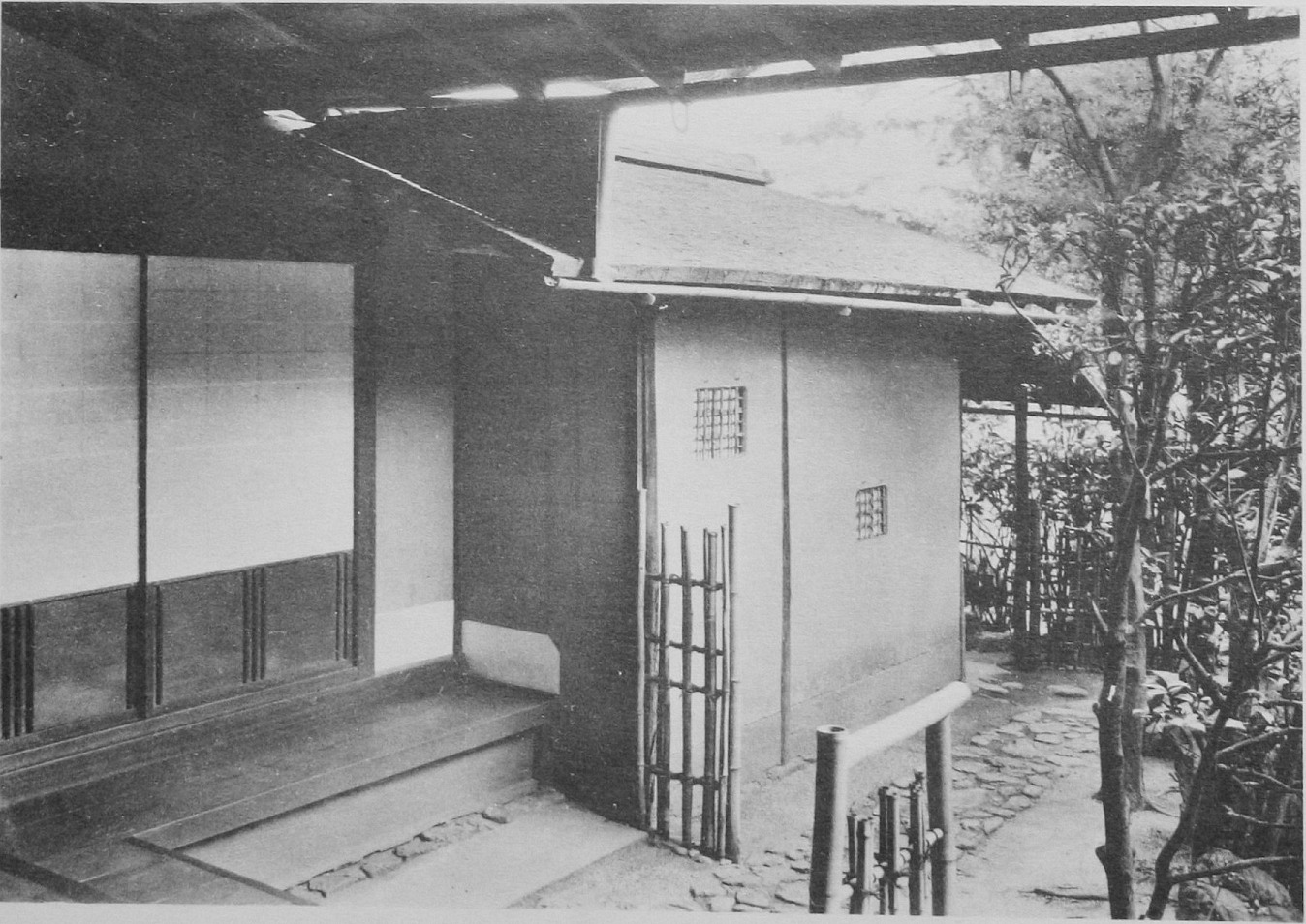
Le Tai-an de Sen no Rikyū au temple de Nyōki-an, Yamasaki en 1952

La « Chambre de la même vertu ». En 1482 le shōgun Ashikaga, Yoshimasa (1436-1490) se retire définitivement de la vie politique et se fait construire une demeure restée célèbre pour sa vie culturelle et artistique (Higashiyama-bunka) ; elle a été transformée en temple, le Ginkaku-ji (« temple du Pavillon d'argent »). Cette demeure était centrée sur un Palais de la vie quotidienne et un Palais des réunions auxquels étaient adjoints, dans le jardin plusieurs éléments, dont un reliquaire, un cabinet de travail et un belvédère. Deux chapelles privées encadraient le Palais de la vie quotidienne, l'Ermitage qui indique l'Ouest et la Chapelle de la quête de l'Est (Tōgu-dō). De plan carré, il fait 6,90 m de côté et possède une toiture brisée, couverte de bardeaux d'écorce de cyprès du Japon. Il est occupé par quatre pièces, dont une salle pour les prières, au sud, et la "Chambre de la même vertu", Dōjinsai, au Nord. Dans cette pièce, très sobre qui possède un shoin, les étagères étaient couvertes de dictionnaires et d'ouvrages de poésie, ce qui semble en faire un cabinet de travail. Cette pièce fait quatre tatamis et demi, la première du genre dans l'architecture japonaise, et constitue donc le lien entre le style shoin (aux éléments décoratifs particuliers) et la pièce à thé (sukya, à la surface spécifique), mais qui appartient à l'époque suivante. La "Chambre de la même vertu" est une des toutes premières salles de thé réservées à cet usage, et encore visible. Les poteaux de section carrée permettent la fermeture des cloisons coulissantes et un plafond ajuste les proportions de cette salle plutôt petite.
Trois maîtres de thé sont à l'origine de la nouvelle cérémonie du thé, au tournant du XVIe siècle, Murata Shukō (ou Murata Jukō, 1423-1502), Takeno Joo (1502-1555) et Sen no Rikyū (1522-1591). Le passage d'une cérémonie du thé au luxe ostentatoire en vogue dans l'entourage du shogun Ashikaga Yoshimasa (1435-1490) s'effectue d'abord avec le maître de thé Murata Shukō par la création de ces salles indépendantes. Takeno Joo, transforme l'aspect de la pièce à thé en ne faisant pas poser ce fin papier qui recouvrait le traditionnel mur de torchis. Les bambous, jusqu'alors proscrits des demeures luxueuses, ont pris la place des barreaux de bois bien équarris  et le seuil de l'alcôve n'est plus recouvert de laque de Chine noire, et peut se contenter d'un simple bois naturel . Cette pièce se trouve dans un bâtiment, dès lors, indépendant. 
Lorsque, autour de 1580 , Sen no Rikyū radicalise les choix de son maître il s'appuie sur des notions issues des préceptes de l'École de Méditation (Zen-shū). 
Le Tai-an est le plus ancien témoin des pavillons de style « chaumière ». C'est le premier pavillon de thé, chashitsu, classé trésor national. Le Tai-an aurait été conçu en 1582 par le célèbre maître de thé Sen no Rikyū (1522-1591), sur le flanc du mont Tenno, non loin de Kyōto pour Toyotomi Hideyoshi. Il emploie alors des matériaux frustres et bruts : terre, paille, bois non écorcé, et remplace les habituelles portes coulissantes par une toute petite porte, qui oblige à faire preuve d'humilité et à ressentir physiquement ce que représente la « porte ». Mais Rikyū changea de lieu de résidence et abandonna le pavillon. Au début de l'époque d'Edo on le déplaça tout près de Kyōto, dans un autre temple, dans le temple de Myōki-an. On suppose qu'il fut donc démonté et rebâti plus loin.  Rikyū poursuit sa quête d'un minimalisme pur. Datant de 1638, la pièce à thé qu'il conçoit au château d'Osaka pour Toyotomi Hideyoshi, possède un « poteau central », naka-bashira, une pièce de bois indépendante de la structure porteuse qui instaure une légère séparation entre le maître et les invités. Le  Teigyoku-ken, dans le pavillon Shinjū-an (1638) du temple Daitoku-ji possède un tel poteau. On rencontre aussi un poteau central dans le pavillon de thé de la villa impériale de Katsura
Le shoin, littéralement « lieu d'étude » ou bibliothèque, était à l'origine le cabinet de travail des moines dans les temples zen. Au sens restreint, le shoin désignait une petite table de lecture-écriture, dans ce type de cabinet de travail, et placée devant une fenêtre. Au Tōgu-dō, dans la pièce désignée comme Dōjinsai, une niche (tsuke-shoin, « shoin-annexe ») donne l'idée de ce premier shoin ; les étagères décalées de la niche contigüe représentent une version plus sophistiquée des étagères simples sur lesquelles on posait papier et nécessaire à l'écriture, ainsi que des objets décoratifs. Dans le vocabulaire de l'École de la Méditation (Zen-shū) le shoin peut désigner le cabinet d'étude ou la bibliothèque de l'abbé d'un monastère. Au Japon, c'est ainsi que le terme est utilisé à partir de l'époque de Kamakura (1185-1333). 
La pièce à thé Jo-an. Le troisième pavillon de thé à être classé trésor national a, lui aussi, été déplacé mais sur une courte distance, probablement trainé. La pièce à thé Jo-an, initialement dans la résidence de la famille Mitsui d'Azabu à Tōkyō a été démontée et reconstruite dans la jardin Uraku-en.

Un exemple de pièce à thé : le Jo-an (如庵). Jardin Uraku-en (有楽苑), à Inuyama, Aichi
Plan[18]
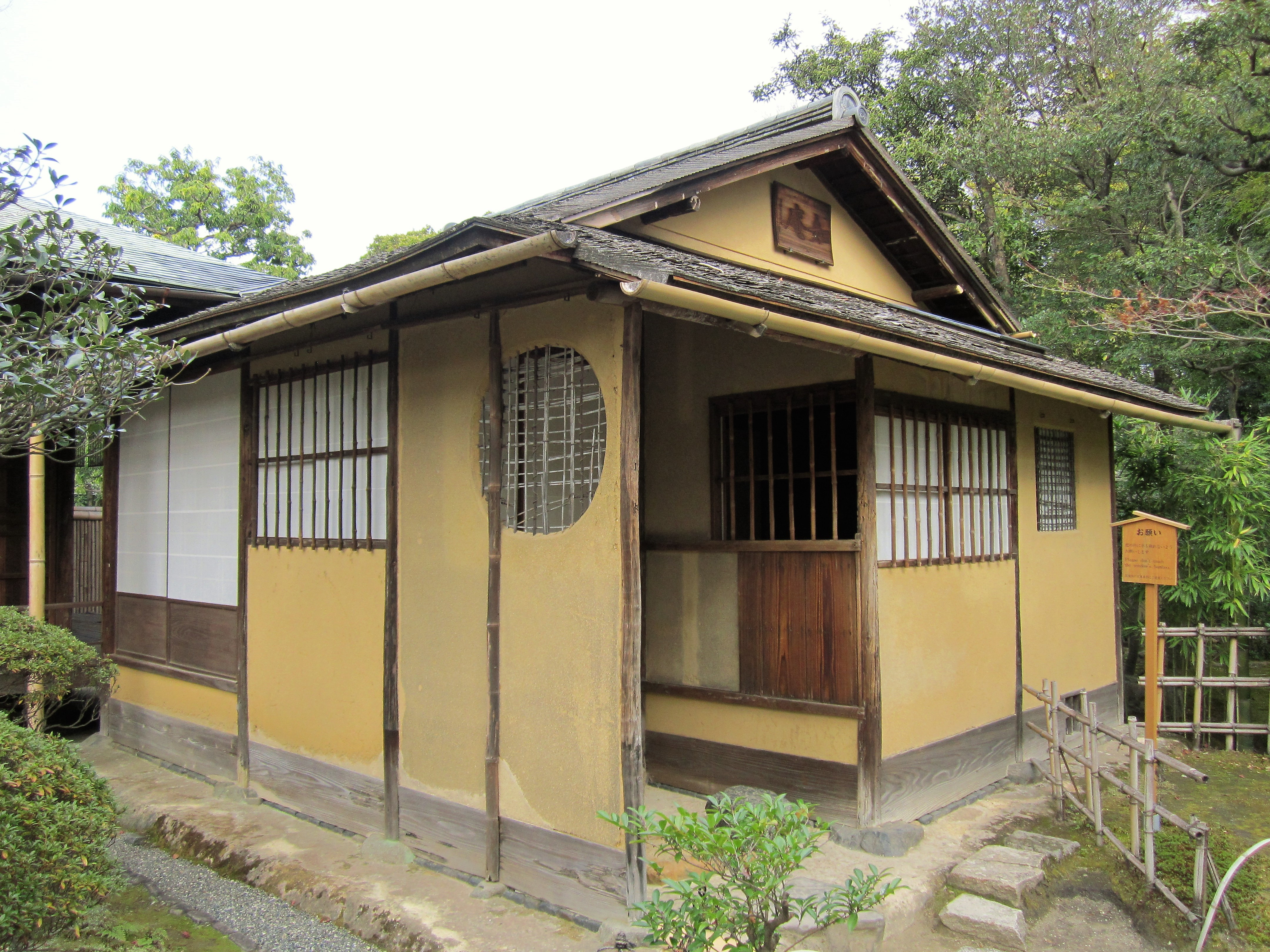
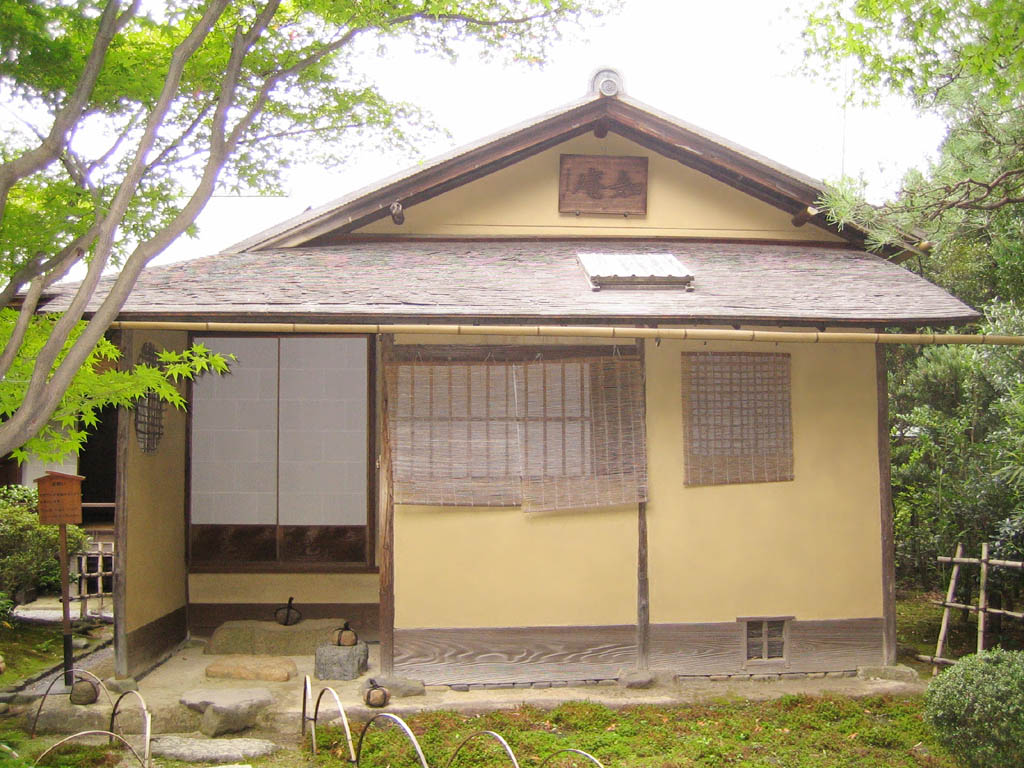
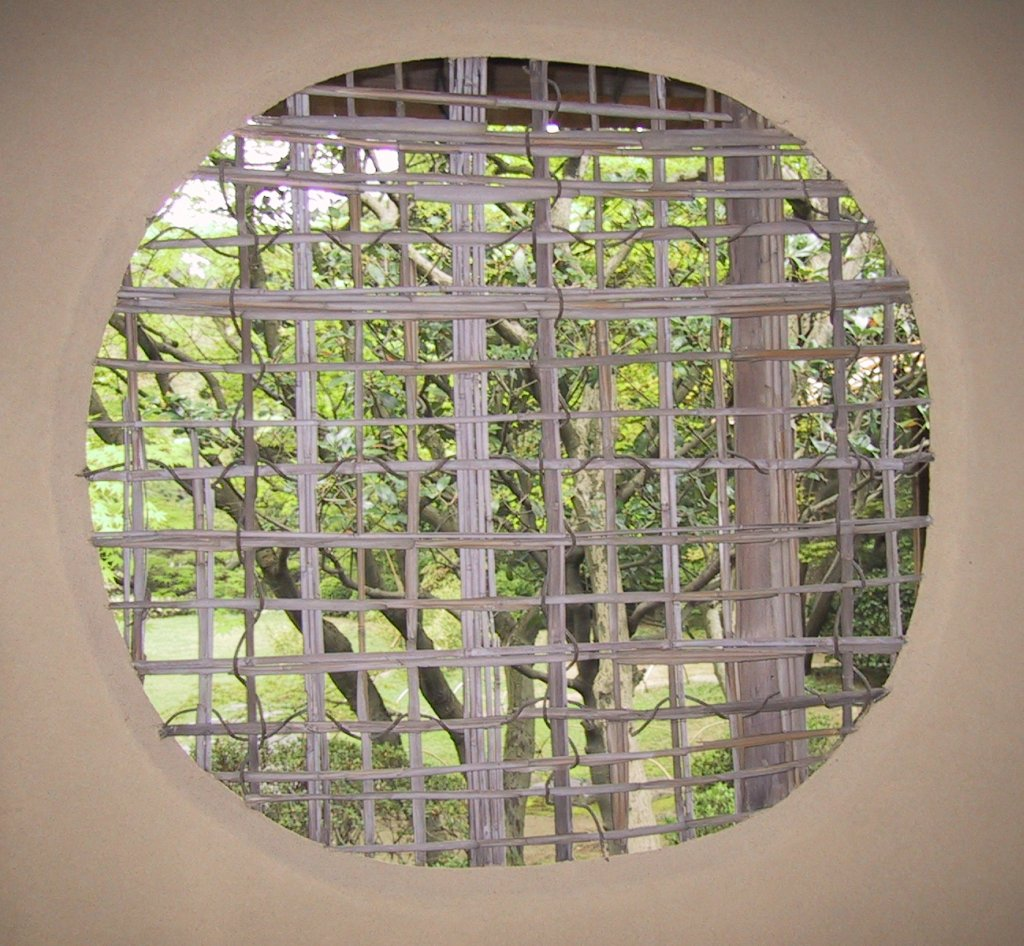
Détail d'une fenêtre

## Chashitsutrès connus

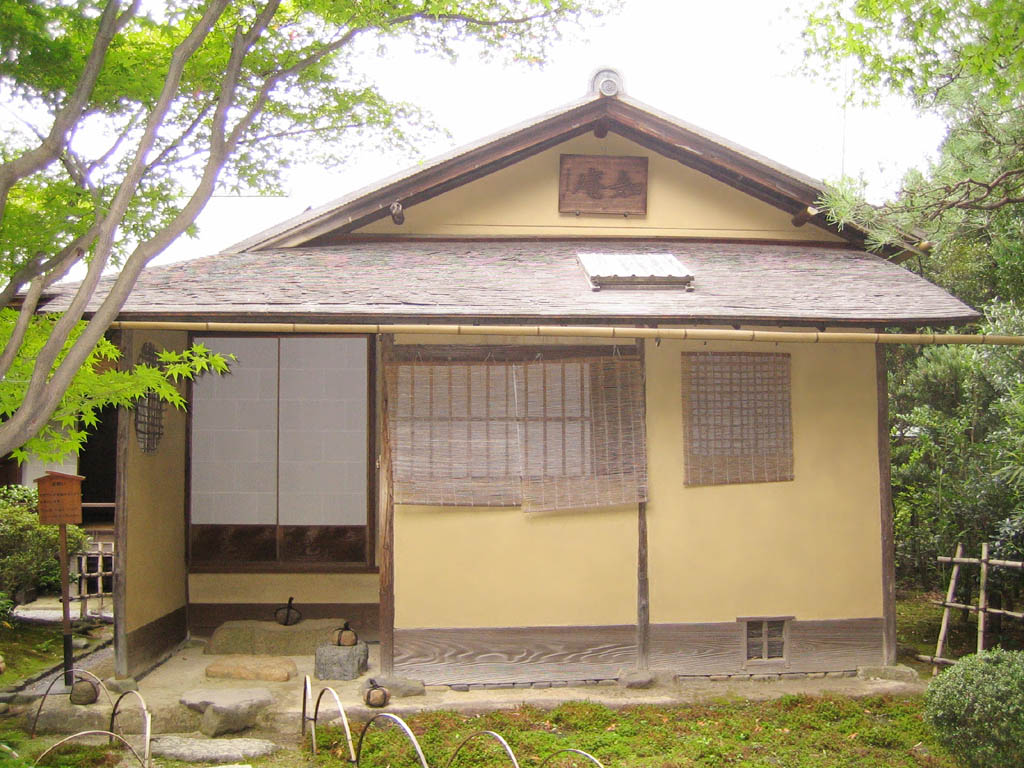
Jo-an.

- Jo-an (如庵?), aujourd'hui situé à Inuyama à Aichi, cet endroit avait été construit dans la ville de Kyōto par Uraku, le plus jeune frère de Oda Nobunaga en 1618 et fut déménagé à son emplacement actuel en 1972. Il a été désigné comme trésor architectural et national du Japon en 1951.
- Konnichi-an (今日庵?, « ermitage d'aujourd'hui »), une grande maison à thé dans l'école Urasenke à Kyōto.
- Zangetsu-tei (残月亭?, « pavillon de la lune de l'aurore »), une maison attenante à l'école de Omotesenke à Kyōto.

## Noms locaux pour lechashitsu
Il est d'usage pour un chashitsu d'être nommé par ses propriétaires. Les noms incluent par habitude le caractère pour « ermitage » (庵), « hall » (堂), et reflète l'esprit de la rusticité de la cérémonie du thé et des enseignements du bouddhisme zen.
Quelques exemples :
- Fushin-an (不審庵?, « ermitage du doute »)
- Mugai-an (無外庵?, « ermitage introverti » ou plus littéralement « ermitage qui n'est pas étranger »)
- Mokurai-an (黙雷庵?, « ermitage du tonnerre silencieux »)
- Tokyū-dō (東求堂?, « hall de la recherche de l'est »)
- Shō-an (松庵?, « ermitage du pin »)
- Ichimoku-an (一木庵?, « ermitage de l'arbre unique »)
- Rokusō-an (六窓庵?, « ermitage aux six fenêtres »)
- Bōji-tei (忘路停?, « halte du chemin oublié »)